# Theiviya Selvarajoo
Theiviya Selvarajoo (* 20. Juni 1994) ist eine ehemalige malaysische Tennisspielerin.

## Karriere
Selvarajoo spielte hauptsächlich auf dem ITF Women’s Circuit, wo sie einen Turniersieg im Doppel erzielte. Ihr Debüt auf der WTA Tour gab sie bei den BMW Malaysian Open 2013 mit einer Wildcard in der Qualifikation sowie im Hauptfeld des Doppelwettbewerbs. In der ersten Qualifikationsrunde im Einzel verlor sie gegen die Südafrikanerin Chanel Simmonds mit 1:6 und 1:6. Im Doppelwettbewerb scheiterte sie ebenfalls bereits in der ersten Runde mit ihrer Landsfrau Yus Syazlin Nabila Binti Yusri an der Paarung Iryna Burjatschok und Chan Hao-ching mit 1:6 und 1:6. Bei den BMW Malaysian Open 2015 erhielt sie wiederum eine Wildcard für die Qualifikation im Einzel sowie das Hauptfeld des Doppelwettbewerbs. In der ersten Qualifikationsrunde im Einzel verlor sie gegen die Russin Jelisaweta Kulitschkowa mit 2:6 und 2:6. Im Doppelwettbewerb scheiterte sie ebenfalls bereits in der ersten Runde mit ihrer Landsfrau Jawairiah Noordin an der Paarung Han Xinyun und Junri Namigata mit 2:6 und 0:6. Im August 2016 konnten die beiden in Scharm asch-Schaich ihren ersten Turniersieg im Doppel feiern.
Im Jahr 2013 spielte Selvarajoo erstmals für die malaysische Fed-Cup-Mannschaft; ihre Fed-Cup-Bilanz weist bislang 17 Siege bei 12 Niederlagen aus.
Ihr bislang letztes internationales Turnier spielte Selvarajoo im Oktober 2019. Sie wird daher nicht mehr in der Weltrangliste geführt.

## Turniersiege

### Doppel
| Nr. | Datum          | Turnier             | Kategorie   | Belag     | Partnerin         | Finalgegnerinnen                  | Ergebnis          |
| --- | -------------- | ------------------- | ----------- | --------- | ----------------- | --------------------------------- | ----------------- |
| 1.  | 7. August 2016 | Scharm asch-Schaich | ITF $10.000 | Hartplatz | Jawairiah Noordin | Xenija Laskutowa Kateryna Sliusar | 7:5, 4:6, [12:10] |